# Mortelles Ritournelles
Mortelles Ritournelles (titre original : Beyond the Whistle Test) est une nouvelle de l'écrivain de science-fiction Greg Egan, publiée en 1989 dans Analog Science Fiction and Fact et reprise dans le recueil Our Lady of Chernobyl en 1995. La nouvelle est traduite en français et publié dans les recueils Notre-Dame de Tchernobyl en 1996 puis dans Océanique en 2009.

## The Whistle Test
Le Whistle Test consistait, selon une légende des années 1960-70, à faire écouter une musique au concierge de l'immeuble d'une maison de disques pour voir s'il pouvait la retenir et la siffler après une seule écoute. Le passage de ce test était censé indiquer si une musique aurait du succès ou non. Egan fait également référence à l'émission The Old Grey Whistle Test.

## Résumé
À partir de l'analyse des structures du cerveau humain, un neurologue invente un modèle mathématique qui génère des mélodies inoubliables. Il propose le programme à un consultant en musique publicitaire et gagne un contrat. Les succès s'enchaînent, mais l'efficacité de l'invention tourne bientôt à la catastrophe.

## Thèmes
Sur un sujet classique, Egan tire les dernières conséquences des procédés de manipulation par la publicité, en imaginant qu'une manipulation parfaite devient autonome, incontrôlable, et modifie la personnalité et jusqu'au cerveau lui-même, causant des dommages irréversibles aux personnes douées d'un sens musical plus développé que les autres. Ce faisant, ce type de manipulations causent la disparition de la capacité d'apprécier les grandes œuvres de la culture classique.
Cette sélection non-intentionnelle est décrite par l'auteur en suivant les étapes suivantes :
- c'est la configuration du cerveau qui permet de déduire scientifiquement quelle musique sera le mieux retenue par les gens, indépendamment de la qualité esthétique ;
- l'humain n'intervient plus dans la création ;
- la captation de l'attention devient dès lors indépendante de la volonté de l'inventeur ;
- la conscience individuelle des personnes particulièrement sensibles à la musique est entièrement parasitée et leur échappe, aux points de perdre leurs capacités cognitives et affectives relatives à leurs goûts et à leur environnement ;
- la seule solution pour ces individus d'y échapper est de détruire les parties du cerveau qui traitent la musique, entraînant la destruction de toute sensibilité esthétique à cette dernière, et, en conséquence, la destruction de la culture musicale elle-même.

## Citations
- « Pour lui, les disques ne contenaient plus que des séquences de sons totalement arbitraires. Il percevait chaque note de façon isolée, sans qu'elles ne présentent plus le moindre rapport avec celles qui l'avaient précédée. Pour lui, la musique n'existait plus. » Mortelles Ritournelles, in Notre-Dame de Tchernobyl, traduction française Sylvie Denis et Francis Valéry, p. 26.

## Éditions
- Beyond the Whistle Test, Analog Science Fiction and Fact, vol. 109/11, novembre 1989
- Beyond the Whistle Test, in Our Lady of Chernobyl, MirrorDanse, avril 1995
- Mortelles Ritournelles, in Notre-Dame de Tchernobyl, DLM, coll. « CyberDreams », juin 1996, trad. Sylvie Denis et Francis Valéry, p. 7-26  (ISBN 2-87795-086-7)
- Mortelles Ritournelles, in Notre-Dame de Tchernobyl, Le Bélial', 13 novembre 2009, trad. Sylvie Denis, Francis Valéry et Quarante-deux,  (ISBN 978-2-84344-094-6)